# Dineutus
Dineutus – rodzaj wodnych chrząszczy z rodziny krętakowatych i podrodziny Gyrininae.

## Taksonomia
Rodzaj opisany został w 1825 roku przez MacLeaya. Gatunkiem typowym został Dineutus politus.

## Morfologia
Rodzaj wyróżnia się brakiem grzbietowo-wierzchołkowego kolca lub przedłużenia na golenia odnóży przednich, niewidoczną tarczką i nietrójkątną wargą górną.

## Rozprzestrzenienie
Rodzaj zamieszkuje wszystkie kontynenty z wyjątkiem Europy i Antarktydy.

## Systematyka
Należą tu około 100 gatunków, zgrupowanych w podrodzajach:
- Dineutus (Callistodineutus) Ochs, 1926
- Dineutus (Cyclinus) Kirby, 1837
- Dineutus (Cyclous) Dejean, 1833
- Dineutus sensu stricto MacLeay, 1828
- Dineutus (Merodineutus) Ochs, 1955
- Dineutus (Paracyclous) Ochs, 1926
- Dineutus (Protodineutus) Ochs, 1926
- Dineutus (Rhombodineutus) Ochs, 1926
- Dineutus (Spinosodineutes) Hatch, 1925